# Facit indignation versum
 Facit indignation versum лат. (изговор: фацит индигнацио версум). Огорчење ствара стих. (Јувенал)

## Поријекло изреке
Ово је изрекао у смјени првог у други вијек нове ере римски пјесник Децим Јуније Јувенал (лат. Decimus Junius Juvenalis).

## Изрека у пуном облику
Si natura negat, facit indignation versum лат. (изговор: си натура негат, фацит индигнацио версум). Ако природа (тј. природни дар) ускрати, огорчење ствара стих. (Јувенал)

## Тумачење
Доколица и лагодност не праве ништа вриједно, па ни стих.  Проблем ствара и производи рјешења у  свакој људској дјелатности, а уједно мијења и усавршава човјека .